# 히말라야고랄
히말라야고랄(Naemorhedus goral)은 소과 양족에 속하는 우제류(偶蹄類)의 일종이다. 히말라야산맥에서 발견된다. 사냥과 서식지 감소 등으로 개체수가 현저하게 감소하고 있기 때문에 국제 자연 보전 연맹(IUCN)이 멸종 준위협종으로 분류하고 있다.